# Take Off Award
Der Take Off Award – Der Deutsche Preis für das Ehrenamt wird jährlich im Rahmen der Take Off Award-Gala an gemeinnützige Organisationen und Vereine in den Kategorien Bildung, Ausbildung und Mitmenschlichkeit vergeben. Zudem gibt es ihn auch als Sonderpreis und als Ehrenpreis. Organisiert wird der Take Off Award vom gemeinnützigen Take Off Award-Förderverein für Bildung, Ausbildung und Mitmenschlichkeit e.V.

## Geschichte
Initiator des Take Off Awards ist der Hotelmanager Thomas Tarnok. Er ist Mitbegründer des Take Off Award-Förderverein für Bildung, Ausbildung und Mitmenschlichkeit e.V. Das Ziel des gemeinnützigen Vereins ist es, das Ehrenamt in der Öffentlichkeit zu fördern, freiwillige Mitarbeiter und Mitarbeiterinnen in gemeinnützigen Organisationen zu ehren und mehr Menschen für eine ehrenamtliche Tätigkeit zu begeistern. Hierzu organisiert der Verein die jährliche Take Off Award-Gala, auf der ehrenamtlich tätige Personen, sowie Vereine und gemeinnützige Organisationen mit dem Take Off Award geehrt werden. Die Gala wurde zum ersten Mal im Dezember 2012 in Schönefeld bei Berlin ausgerichtet.
Während der SARS-CoV 2-Pandemie und die damit verbundenen Kontaktbeschränkungen musste die Take Off Award-Gala entfallen.
Im März 2024 wurde der Take Off Award zum neunten Mal vergeben.

## Vorsitz und Mitglieder
Der Take Off Award-Förderverein für Bildung, Ausbildung und Mitmenschlichkeit e.V. besteht aus einem Vorsitz und 30 Mitgliedern, die aus allen gesellschaftlichen Bereichen kommen und selbst ehrenamtlich tätig sind. Erster Vorsitzender des Vereins ist Thomas Tarnok. Weitere Vorsitzende sind der Journalist und Unternehmer Oliver Dunk und der gastronomische Betriebsleiter Roland Wiethe.

## Kuratorium
Die Arbeit des Vereins wird von einem Kuratorium begleitet. Kuratoriumsmitglieder sind der Politiker Günter Baaske (SPD), der Theologe Markus Dröge und der Oberbürgermeister von Potsdam Mike Schubert (SPD).

## Schirmherrschaft
Als Schirmherren der Take Off Award-Gala fungieren prominente Personen. So stand die erste Gala 2012 unter der Schirmherrschaft des ehemaligen Ministerpräsidenten Brandenburgs Matthias Platzeck. Weitere Schirmherrschaften übernahmen unter anderem die CDU-Politikerin und ehemalige Bundesministerin für Jugend, Familie und Gesundheit, Rita Süssmuth, die SPD-Politikerin Doris Schröder-Köpf, die Juristin Elke Büdenbender, der ehemalige Ministerpräsident von Brandenburg, Manfred Stolpe (SPD), der Regierende Bürgermeister von Berlin, Kai Wegner (CDU), die Verlegerin Friede Springer und Brandenburgs Ministerpräsident Dietmar Woidke (SPD).

## Auswahl Preisträger
Organisationen und Vereine können sich jährlich um den Take Off Award bewerben oder vorgeschlagen werden. Eine fünfköpfige Jury unter dem Vorsitz von Victoria Büsch, Präsidentin der SRH Berlin University Of Applied Science, entscheidet dann über Nominierungen und Preisträger. Frühere Jury-Vorsitzende waren die Politikerin Britta Ernst (SPD) und das jetzige Kuratoriumsmitglied Günter Baaske.

## Kategorien
Der Take Off Award wird jährlich in den Kategorien Bildung, Ausbildung, Mitmenschlichkeit, Sonderpreis und Ehrenpreis vergeben. Bis auf den Ehrenpreis sind die Preise mit je 10.000 Euro dotiert.

### Bildung
In der Kategorie Bildung werden Personen geehrt, die im Rahmen eines Vereins oder einer gemeinnützigen Institution ehrenamtlich unterrichten oder auf andere Weise wertvolle Fähigkeiten, Kenntnisse oder Wissen an Menschen jeden Alters weitergeben, um sie auf bestehende oder kommende Herausforderungen vorzubereiten.
Preisträger in der Kategorie Bildung sind unter anderem: das Projekt Tech4Girls der Tech Education gGmbH (2024), der Verein Freunde für Leben e.V. mit dem Projekt Aufklärungsarbeit zu Depression, Suizid und Suizidprävention (2019) und die Initiative Kiku aus Hamburg mit dem Projekt Leseclub für Kinder (2018).

### Ausbildung
In der Kategorie Ausbildung werden Einzelpersonen, Organisationen und Institutionen ausgezeichnet, die sich in besonderem Maße ehrenamtlich dafür einsetzen, Kindern und Jugendlichen neue Horizonte zu eröffnen. Dies kann einen schulischen oder beruflichen Hintergrund haben, aber auch allgemeine Kenntnisse und Fähigkeiten betreffen.
Preisträger in der Kategorie Ausbildung sind unter anderem: die Berliner Jugendfeuerwehr (2024), der Verein Be an Angel e.V mit dem Projekt Kreuzberger Himmel (2019) und der Verein Pépinière aus Frankfurt (Oder), der Erste-Hilfe-Kurse für Grundschüler gibt.

### Mitmenschlichkeit
In der Kategorie Mitmenschlichkeit werden Personen ausgezeichnet, die sich kontinuierlich in einem Ehrenamt engagieren. Das können Unterstützungen im kleinen persönlichen Rahmen sein, aber auch größere organisierte Aktivitäten, die Zusammengehörigkeit, Verständnis und gegenseitige Hilfe fördern.
Preisträger in der Kategorie Mitmenschlichkeit sind unter anderem: der Verein Helfeelfen e.V (2024)  und das Projekt Brandenburger Wünschewagen des Arbeiter Samariterbund ASB Landesverbandes Brandenburg (2019).

### Sonderpreis.
Der Sonderpreis wird unter einem bestimmten Motto vergeben, das von Jahr zu Jahr wechselt. So wurde 2019 die Bürgerrechtlerin und ehemalige Bundesbeauftragte für die Unterlagen des Staatssicherheitsdienstes der ehemaligen Deutschen Demokratischen Republik, Marianne Birthler anlässlich des historischen Ereignisses 30 Jahre Mauerfall mit dem Sonderpreis geehrt. Ein Weiterer Inhaber des Take Off Award-Sonderpreis ist der ehemalige Chef der Berliner Stadtmission Dieter Pfuhl.

### Ehrenpreis
Mit dem Take Off Award-Ehrenpreis werden Personen geehrt, die ihr Leben einem guten Zweck widmen. Zu den Preisträgern in den vergangenen Jahren zählen unter anderem die Holocaustüberlebende und Zeitzeugin Margot Friedländer, die Bürgerrechtlerin Ulrike Poppe, die Gründerin der Tafel, Sabine Werth sowie der Unternehmer und Gründer des Unterhaltungselektronikherstellers Technisat Peter Lepper, der mit dem Sonderpreis postum für sein Engagement in der Bildungsförderung von Kindern und der Gründung der Junior Uni Daun geehrt wurde.  Seine Witwe, die Vorstandsvorsitzende der Lepper-Stiftung, Doris G. Lepper, hat den Preis 2024 entgegengenommen.